# De Witt (Nebraska)
De Witt és una població dels Estats Units a l'estat de Nebraska. Segons el cens del 2000 tenia 572 habitants.

## Demografia
Segons el cens del 2000, De Witt tenia 572 habitants, 243 habitatges, i 164 famílies. La densitat de població era de 525,8 habitants per km².
Dels 243 habitatges en un 31,7% hi vivien nens de menys de 18 anys, en un 55,6% hi vivien parelles casades, en un 10,3% dones solteres, i en un 32,1% no eren unitats familiars. En el 30,5% dels habitatges hi vivien persones soles el 18,9% de les quals corresponia a persones de 65 anys o més que vivien soles. El nombre mitjà de persones vivint en cada habitatge era de 2,35 i el nombre mitjà de persones que vivien en cada família era de 2,87.
Per edats la població es repartia de la següent manera: un 24,7% tenia menys de 18 anys, un 8,2% entre 18 i 24, un 27,4% entre 25 i 44, un 24,1% de 45 a 60 i un 15,6% 65 anys o més.
L'edat mediana era de 40 anys. Per cada 100 dones de 18 o més anys hi havia 94,1 homes.
La renda mediana per habitatge era de 38.056 $ i la renda mediana per família de 48.021 $. Els homes tenien una renda mediana de 26.583 $ mentre que les dones 22.778 $. La renda per capita de la població era de 17.684 $. Aproximadament el 3,6% de les famílies i el 3,5% de la població estaven per davall del llindar de pobresa.

## Poblacions més properes
El següent diagrama mostra les poblacions més properes.